# Colobothea unilineata
Colobothea unilineata là một loài bọ cánh cứng trong họ Cerambycidae.